# Coadout
Coadout [kwadut] (Koadoud en breton) est une commune française située dans le département des Côtes-d'Armor, en région Bretagne.

## Géographie
|          | Grâces    |              |
| Moustéru | Coadout   | Ploumagoar   |
|          | Bourbriac | Saint-Adrien |

### Hydrographie
Pour un article plus général, voir Réseau hydrographique des Côtes-d'Armor.
La commune est située dans le bassin Loire-Bretagne. Elle est drainée par le Trieux, le Bois de la Roche, le ruisseau de Kamm Alen et le ruisseau de Pont-Lojou,,.
Le Trieux, d'une longueur de 72 km, prend sa source dans la commune de Kerpert et se jette  dans la Manche entre Lézardrieux et Ploubazlanec, après avoir traversé 21 communes. 

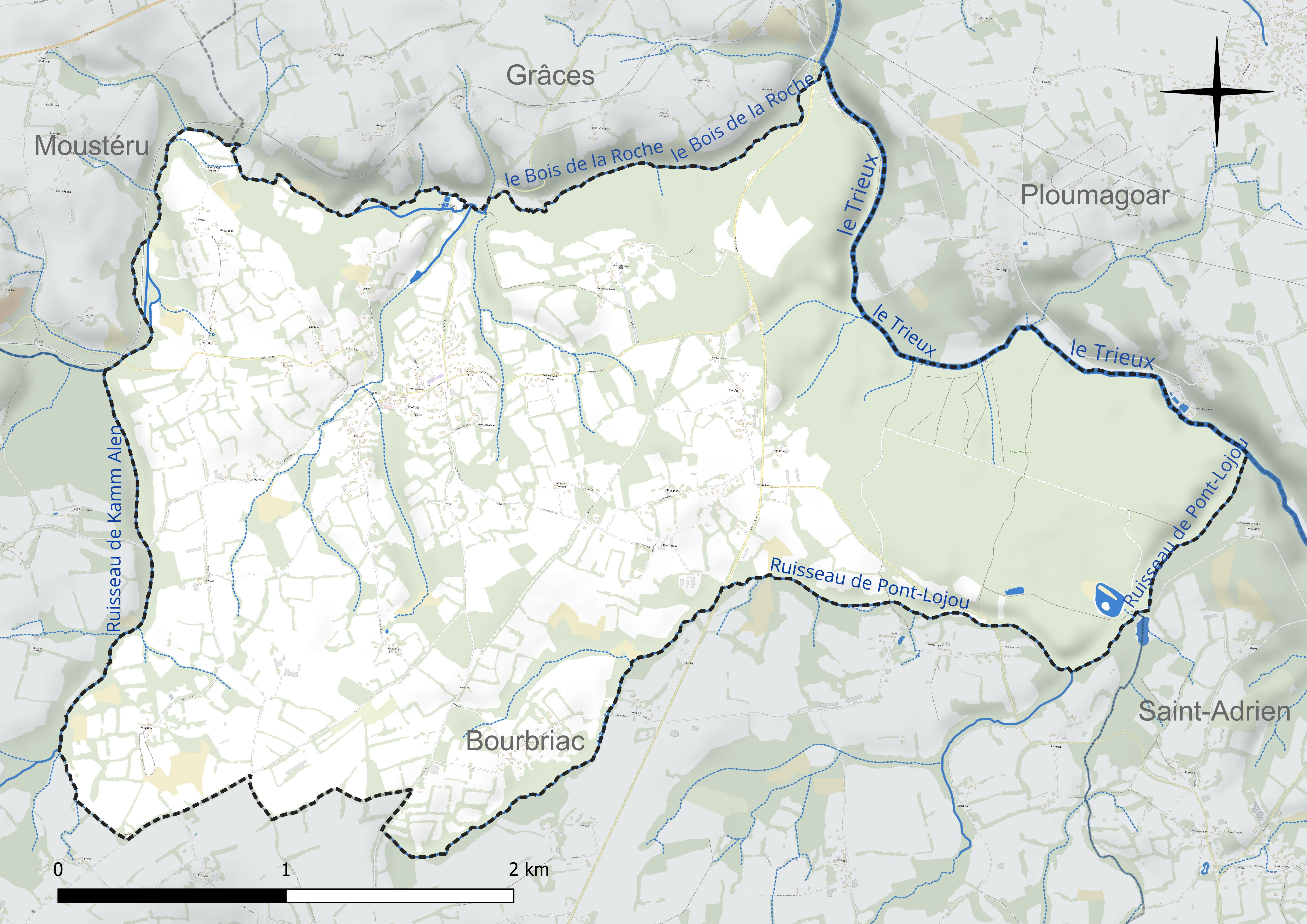
Réseau hydrographique de Coadout.

Le Bois de la Roche, d'une longueur de 15 km, prend sa source dans la commune de Pont-Melvez et se jette  dans le Trieux à Ploumagoar, après avoir traversé sept communes. 

### Climat
Pour des articles plus généraux, voir Climat de la Bretagne et Climat des Côtes-d'Armor.
En 2010, le climat de la commune est de type climat océanique franc, selon une étude du CNRS s'appuyant sur une série de données couvrant la période 1971-2000. En 2020, Météo-France publie une typologie des climats de la France métropolitaine dans laquelle la commune est exposée à un climat océanique et est dans la région climatique Finistère nord, caractérisée par une pluviométrie élevée, des températures douces en hiver (6 °C), fraîches en été et des vents forts. Parallèlement l'observatoire de l'environnement en Bretagne publie en 2020 un zonage climatique de la région Bretagne, s'appuyant sur des données de Météo-France de 2009. La commune est, selon ce zonage, dans la zone « Intérieur  », exposée à un climat médian, à dominante océanique.
Pour la période 1971-2000, la température annuelle moyenne est de 10,7 °C, avec une amplitude thermique annuelle de 11 °C. Le cumul annuel moyen de précipitations est de 952 mm, avec 15,7 jours de précipitations en janvier et 7,5 jours en juillet. Pour la période 1991-2020, la température moyenne annuelle observée sur la station météorologique la plus proche, située sur la commune de Kerpert à 16 km à vol d'oiseau, est de 10,8 °C et le cumul annuel moyen de précipitations est de 1 088,9 mm,. Pour l'avenir, les paramètres climatiques de la commune estimés pour 2050 selon différents scénarios d’émission de gaz à effet de serre sont consultables sur un site dédié publié par Météo-France en novembre 2022.

## Urbanisme

### Typologie
Au 1er janvier 2024, Coadout est catégorisée commune rurale à habitat dispersé, selon la nouvelle grille communale de densité à 7 niveaux définie par l'Insee en 2022.
Elle est située hors unité urbaine. Par ailleurs la commune fait partie de l'aire d'attraction de Guingamp, dont elle est une commune de la couronne,. Cette aire, qui regroupe 15 communes, est catégorisée dans les aires de moins de 50 000 habitants,.

### Occupation des sols
L'occupation des sols de la commune, telle qu'elle ressort de la base de données européenne d’occupation biophysique des sols Corine Land Cover (CLC), est marquée par l'importance des territoires agricoles (62,9 % en 2018), une proportion sensiblement équivalente à celle de 1990 (62,3 %). La répartition détaillée en 2018 est la suivante :
zones agricoles hétérogènes (51,4 %), forêts (34 %), prairies (7,1 %), terres arables (4,3 %), zones urbanisées (3,1 %). L'évolution de l’occupation des sols de la commune et de ses infrastructures peut être observée sur les différentes représentations cartographiques du territoire : la carte de Cassini (XVIIIe siècle), la carte d'état-major (1820-1866) et les cartes ou photos aériennes de l'IGN pour la période actuelle (1950 à aujourd'hui).

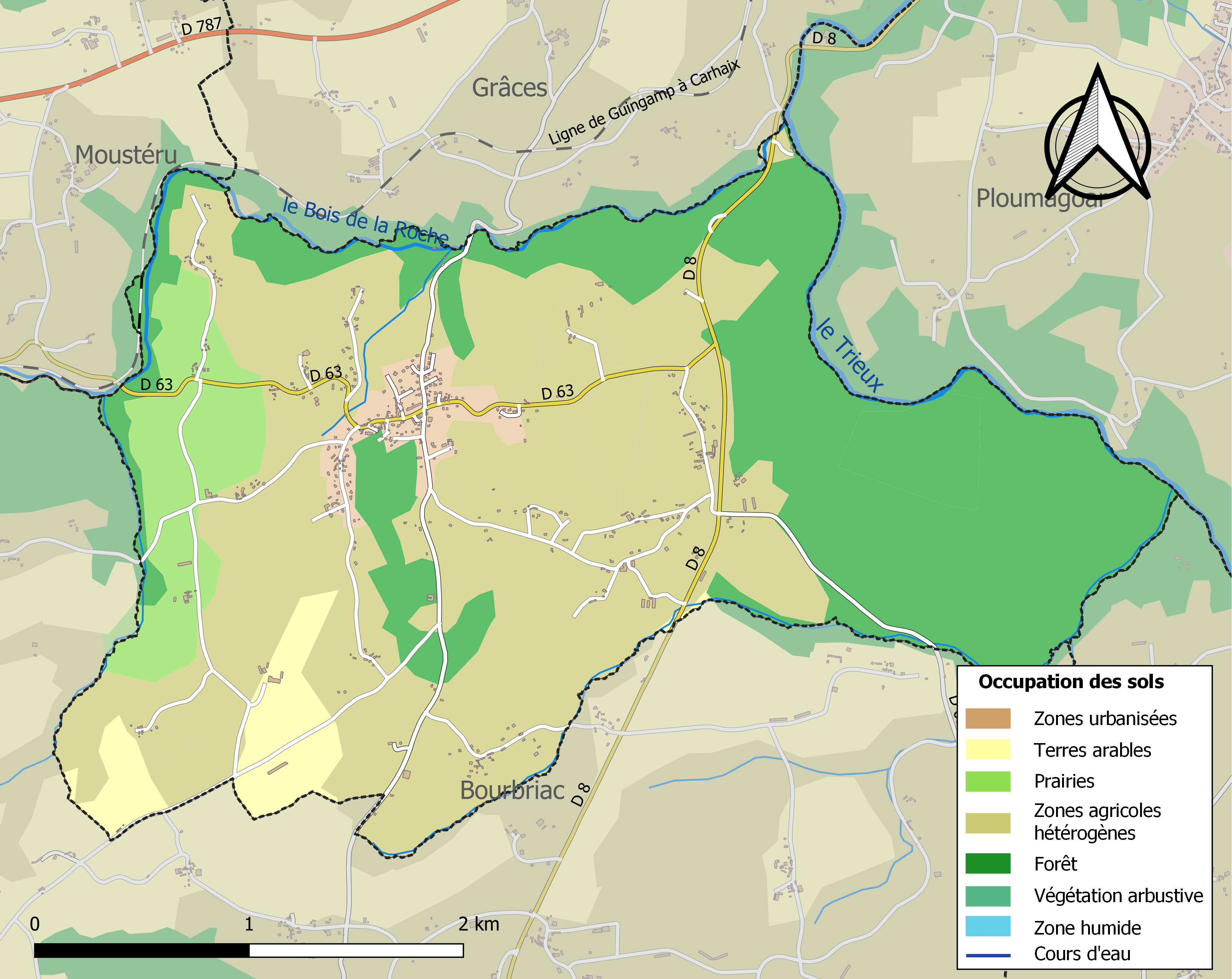
Carte des infrastructures et de l'occupation des sols de la commune en 2018 (CLC).

## Toponymie
Le nom de la localité est attesté sous les formes Coatnouët au XIIe siècle, Coitbout en 1434.
Le toponyme est formé du breton koat (bois) et du second élément, variante de bot (résidence).

## Histoire

### Moyen Âge
La paroisse de Coadout, enclavée dans l'évêché de Tréguier, faisait partie du doyenné de Lanmeur relevant de l'évêché de Dol et était sous le vocable de saint Iltud. Elle avait comme trève Magoar.

### XXesiècle

#### Les guerres duXXesiècle
Le monument aux morts porte les noms de 43 soldats morts pour la Patrie :
- 39 sont morts durant la Première Guerre mondiale ;
- 4 sont morts durant la Seconde Guerre mondiale.

Un soldat originaire de Coadout, François Thomas, du 11e groupe spécial, a été fusillé pour l'exemple le 13 mars 1915 à Oujda (Maroc) pour « voies de fait et outrages à l'occasion du service envers ses supérieurs et rébellion envers la force armée ».

## Démographie
L'évolution du nombre d'habitants est connue à travers les recensements de la population effectués dans la commune depuis 1793. Pour les communes de moins de 10 000 habitants, une enquête de recensement portant sur toute la population est réalisée tous les cinq ans, les populations de référence des années intermédiaires étant quant à elles estimées par interpolation ou extrapolation. Pour la commune, le premier recensement exhaustif entrant dans le cadre du nouveau dispositif a été réalisé en 2006.

En 2022, la commune comptait 538 habitants, en évolution de −7,4 % par rapport à 2016 (Côtes-d'Armor : +1,78 %, France hors Mayotte : +2,11 %).
| 1793 | 1800 | 1806 | 1821 | 1831 | 1836 | 1841 | 1846 | 1851 |
| ---- | ---- | ---- | ---- | ---- | ---- | ---- | ---- | ---- |
| 386  | 315  | 406  | 429  | 554  | 525  | 520  | 609  | 587  |

| 1856 | 1861 | 1866 | 1872 | 1876 | 1881 | 1886 | 1891 | 1896 |
| ---- | ---- | ---- | ---- | ---- | ---- | ---- | ---- | ---- |
| 538  | 551  | 570  | 540  | 604  | 627  | 580  | 627  | 625  |

| 1901 | 1906 | 1911 | 1921 | 1926 | 1931 | 1936 | 1946 | 1954 |
| ---- | ---- | ---- | ---- | ---- | ---- | ---- | ---- | ---- |
| 625  | 600  | 608  | 588  | 542  | 512  | 487  | 442  | 409  |

| 1962 | 1968 | 1975 | 1982 | 1990 | 1999 | 2006 | 2011 | 2016 |
| ---- | ---- | ---- | ---- | ---- | ---- | ---- | ---- | ---- |
| 369  | 331  | 299  | 401  | 483  | 497  | 518  | 556  | 581  |

| 2021 | 2022 | - | - | - | - | - | - | - |
| ---- | ---- | - | - | - | - | - | - | - |
| 553  | 538  | - | - | - | - | - | - | - |

## Lieux et monuments
- L'église Saint-Iltud (XVIIe siècle). Ce fut à l'origine une chapelle au XIIe siècle.

### Manoir du bois de la Roche
On ne possède que très peu de documents sur l'origine de ce château. Les vestiges qu'il en reste, en particulier ses trois tours, indiquent clairement qu'il s'agissait d'autre chose que d'un simple manoir. Il existe des vestiges de fondation qui nous présentent ce château comme un corps de bâtiments d'environ soixante-dix mètres de façade et qui prolongeait l'habitation actuelle jusqu'au mur d'enceinte, vers le nord. On peut d'ailleurs apercevoir encore, de nos jours, des traces de cabinets d'aisance insérées dans la muraille elle-même, telle qu'il en était la coutume au Moyen Âge.
Les « communs » de style Renaissance, ainsi que des pierres de récupération insérées dans la construction récente laisse entendre que l'ensemble avait une certaine importance.
Les tours nous ramènent au plus tôt au XIIIe siècle et il existe une ferme (à l'ouest) dont le magnifique porche d'entrée recèle une charpente qui laisserait entendre que des Compagnons du Devoir sont passés par là, tant le travail est précis et complexe. Mais aucun document n'en précise les détails.
Le corps de bâtiment rectangulaire, accoté aux tours, et qui donne cette impression de manoir, date de 1910. Il fait suite à un autre bâtiment de même volume qui a été détruit par le feu. Cette construction, dont il reste de nombreuses reproductions, était un véritable castelet d'opérette avec créneaux et terrasses, empruntés, vraisemblablement au château précédent.
Pour ceux qui aiment l'architecture, il est intéressant de demander à visiter l'intérieur actuel pour étudier les difficultés qu'ont eues les reconstructeurs à joindre intelligemment les différents niveaux du bâtiment actuel aux tours plus anciennes et dont les hauteurs sous plafond diffèrent. C'est aussi l'occasion de voir utiliser pour la première fois le ciment, tant leur fut intolérable de voir partir en fumée les poutres de bois.
Ce château est lié aux familles de Roscerf et du Liscouët :
- Yves de Roscerf, né vers 1470, décédé vers 1505, seigneur du Bois de la Roche en Coadout, chambellan du duc François II de Bretagne, puis d'Anne de Bretagne. Son château du Bois de la Roche fut brûlé par Pierre de Rohan, en 1489, pour se venger de la prise de Quintin pendant la guerre franco-bretonne. Marié avec Marguerite de Kersauzon ;
- Anne de Roscerf, née vers 1495, décédée en 1548, se marie avant septembre 1513 avec Alain II du Liscouët. Dame du Bois de la Roche ;
- Charles du Liscouët, né vers 1520, décédé avant 1579, marié en 1553 avec Françoise de la Bouexière ;
- Yves du Liscouët, né en 1553 au Liscouët en Boqueho, décédé le 30 novembre 1594 à Crozon, fut un redoutable chef de guerre pendant les guerres de la Ligue.

## Personnalités liées à la commune
- Erwan ar Moal (Yves Le Moal), poète né en 1875 à Coadout et décédé dans la même commune en 1957, alias Dir-na-dor, militant bretonnant.
- Le vicomte du Roscoat, maire de la commune à partir de 1886.

## Photos

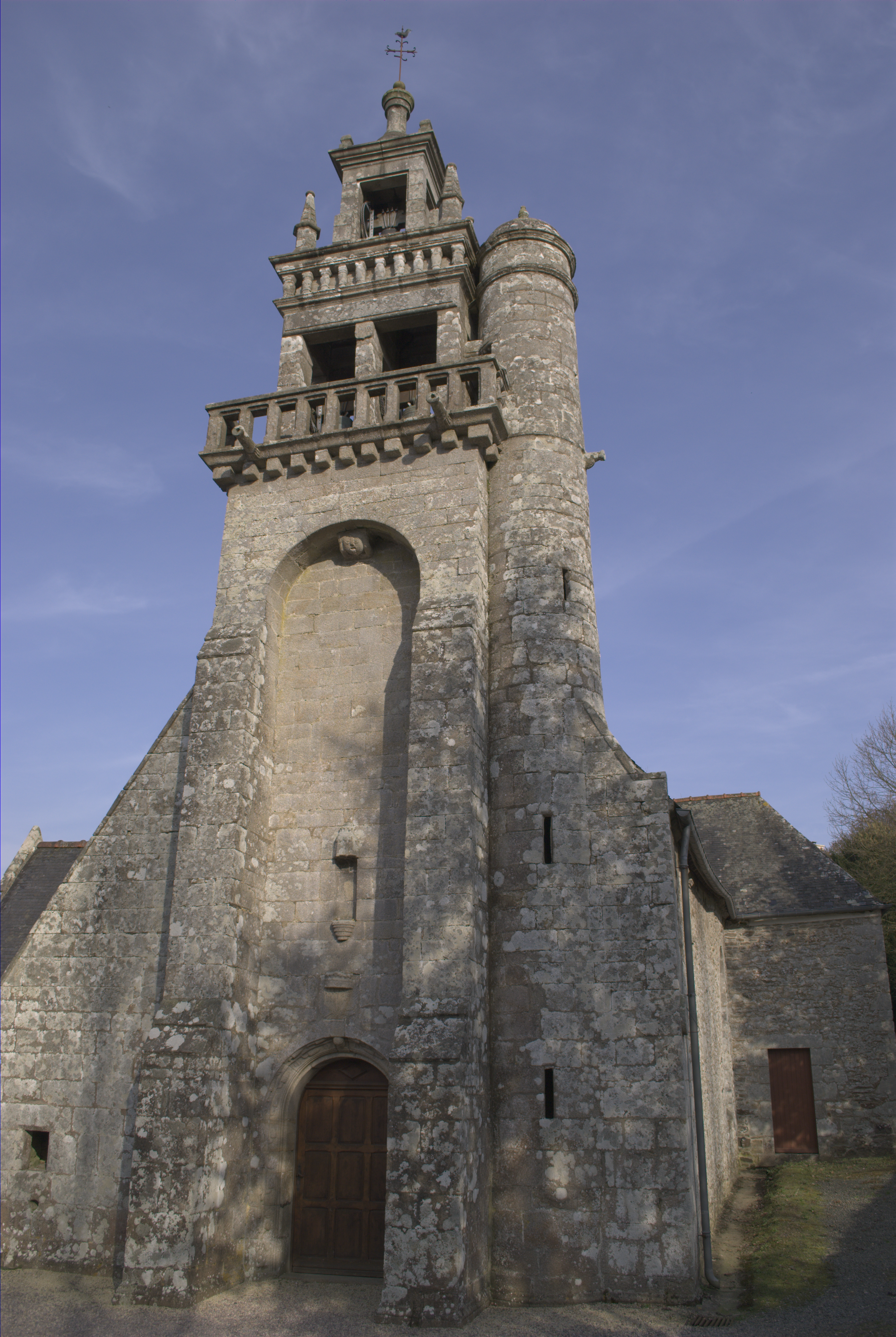
Église Saint-Iltud.